# Quercus rupestris
Quercus rupestris — вид рослин з родини букових (Fagaceae), ендемік В'єтнаму.

## Опис
Дерево заввишки 5–6 метрів. Молоді пагони безволосі. Листки шкірясті, овально-довгасті, 4–8 × 1.5–3 см; верхівка тупа; основа клиноподібна; край цілий, хвилястий біля вершини; верх блискучий, голий; низ тьмяний, голий; ніжка листка 1 см завдовжки. Жолуді однорічні, часто парні, завдовжки 15–18 мм, у діаметрі 13–15 мм, вкриті чашечкою лише біля основи, чашечка 8–13 мм у діаметрі, з 6 цілими або злегка хвилеподібно-зубчастими кільцями.

## Середовище проживання
Ендемік В'єтнаму; росте на висотах від 600 до 900 метрів; населяє тропічні ліси.